# Transylvania Open 2024
Transylvania Open 2024 byl tenisový turnaj na ženském profesionálním okruhu WTA Tour hraný v BTareně. Čtvrtý ročník Transylvania Open probíhal mezi 5. a 11. únorem 2024 v rumunské Kluži na krytých dvorcích s tvrdým povrchem. Do úvodní fáze sezóny, v zimním období, byl přesunut z říjnového termínu.
Turnaj dotovaný 267 082 dolary patřil do kategorie WTA 250. Nejvýše nasazenou singlistkou se stala čtyřicátá pátá tenistka světa Arantxa Rusová z Nizozemska, kterou ve čtvrtfinále vyřadila Bogdanová. Jako poslední přímá účastnice do dvouhry nastoupila americká 82. hráčka žebříčku Alycia Parksová. V důsledku invaze Ruska na Ukrajinu na konci února 2022 řídící organizace tenisu ATP, WTA a ITF s grandslamy rozhodly, že ruští a běloruští tenisté mohli dále na okruzích startovat, ale do odvolání nikoli pod vlajkami Ruska a Běloruska.
Sedmnáctý singlový titul na okruhu WTA Tour ve třiatřicátém finále vybojovala 31letá Češka Karolína Plíšková. Po skončení se posunula z nejhoršího žebříkového postavení za více než deset let – 78. místa, na 59. příčku. Čtyřhru vyhrály Američanky Caty McNallyová s Asiou Muhammadovou, které získaly první společnou trofej.

## Rozdělení bodů a finančních odměn

### Rozdělení bodů
| Soutěž  | Soutěž      | vítězové | finalisté | semifinalisté | čtvrtfinalisté | 16 v kole | 32 v kole | Q  | Q2 | Q1 |
| ------- | ----------- | -------- | --------- | ------------- | -------------- | --------- | --------- | -- | -- | -- |
| dvouhra | [ 2 ] [ 7 ] | 250      | 163       | 98            | 54             | 30        | 1         | 18 | 12 | 1  |
| čtyřhra | [ 8 ]       | 250      | 163       | 98            | 54             | 1         | —         | —  | —  | —  |

### Finanční odměny
| Soutěž                                | Soutěž      | vítězové | finalisté | semifinalisté | čtvrtfinalisté | 16 v kole | 32 v kole | Q2      | Q1      |
| ------------------------------------- | ----------- | -------- | --------- | ------------- | -------------- | --------- | --------- | ------- | ------- |
| dvouhra                               | [ 2 ] [ 7 ] | 35 250 $ | 20 830 $  | 11 610 $      | 6 608 $        | 4 040 $   | 2 890 $   | 2 140 $ | 1 380 $ |
| čtyřhra                               | [ 8 ]       | 12 820 $ | 7 210 $   | 4 140 $       | 2 470 $        | 1 900 $   | —         | —       | —       |
| částka ve čtyřhrách je uvedena na pár |             |          |           |               |                |           |           |         |         |

## Ženská dvouhra

### Nasazení

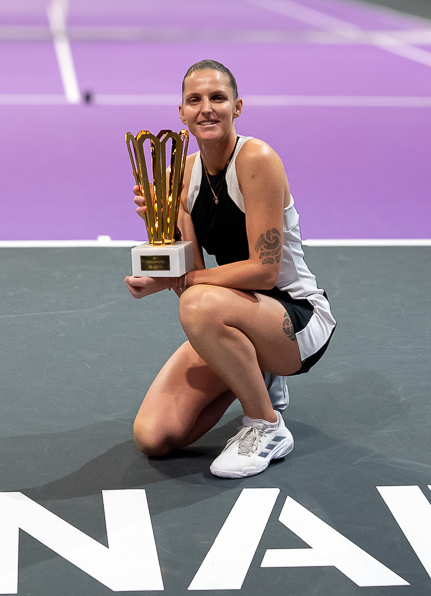
Vítězná Karolína Plíšková s trofejí

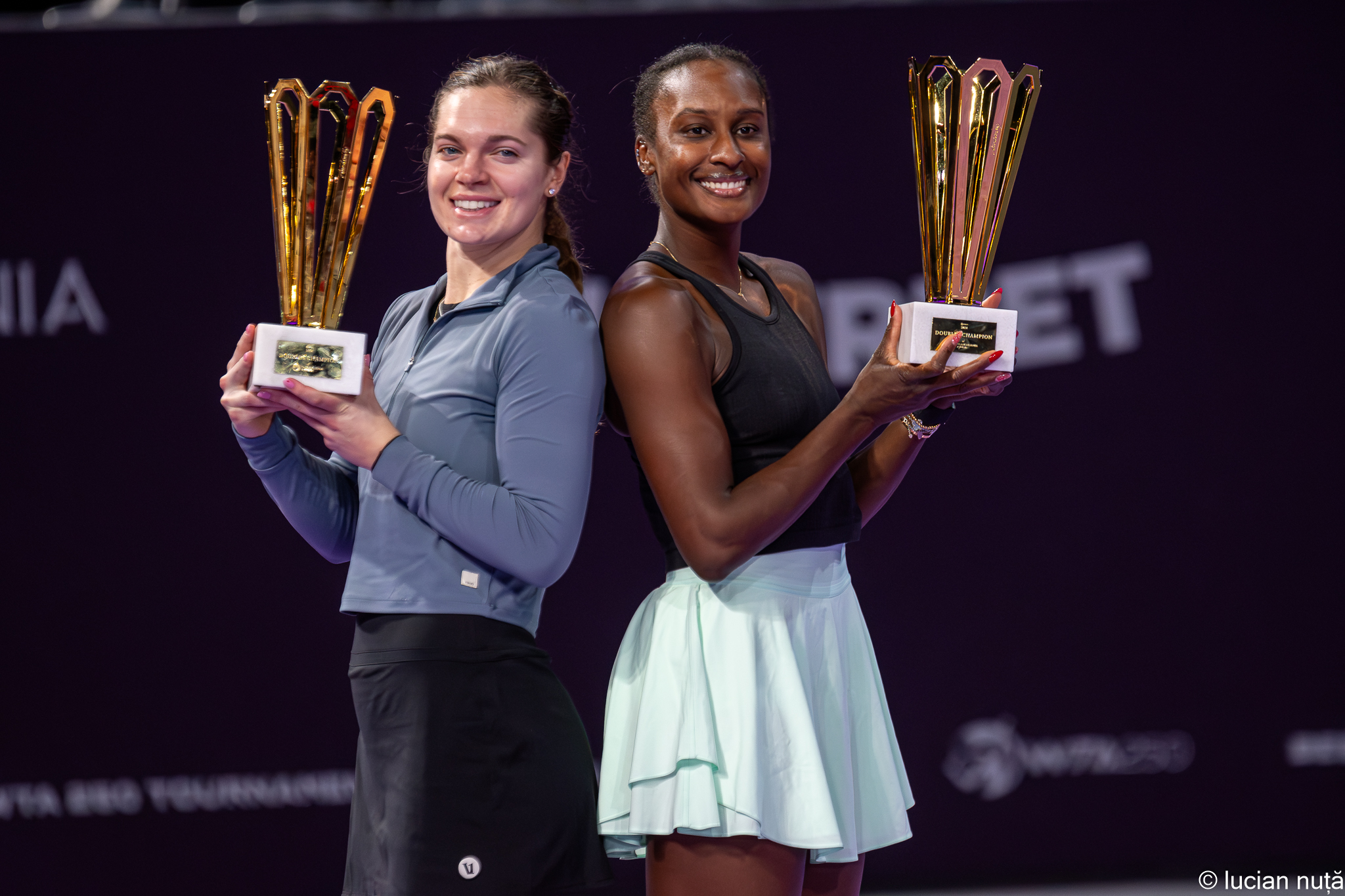
Vítězné McNallyová s Muhammadovou

| Stát                          | Hráčka                   | WTA | Nasazení |
| ----------------------------- | ------------------------ | --- | -------- |
| Nizozemsko                    | Arantxa Rusová           | 43. | 1.       |
| Německo                       | Tatjana Mariová          | 44. | 2.       |
|                               | Anna Blinkovová          | 50. | 3.       |
| Francie                       | Clara Burelová           | 52. | 4.       |
| Itálie                        | Elisabetta Cocciarettová | 60. | 5.       |
|                               | Elina Avanesjanová       | 62. | 6.       |
| Bulharsko                     | Viktorija Tomovová       | 65. | 7.       |
| Rumunsko                      | Ana Bogdanová            | 66. | 8.       |
| Argentina                     | Nadia Podoroská          | 67. | 9.       |
| Žebříček WTA k 29. lednu 2024 |                          |     |          |

### Jiné formy účasti
Následující hráčky obdržely divokou kartu do hlavní soutěže:
- Miriam Bulgaruová
- Andreea Mituová
- Anca Todoniová

Následující hráčky nastoupily pod žebříčkovou ochranou: 
- Caty McNallyová
- Anastasija Sevastovová

Následující hráčky si zajistily postup z kvalifikace:
- Erika Andrejevová
- Emiliana Arangová
- Alizé Cornetová
- Harriet Dartová
- Sinja Krausová
- Simona Waltertová

Následující hráčky postoupily z kvalifikace jako šťastné poražené:
- Marina Bassolsová Riberová
- Anna Bondárová

### Odhlášení
před zahájením turnaje
- Miriam Bulgaruová → nahradila ji  Marina Bassolsová Riberová
- Clara Burelová → nahradila ji  Anna Bondárová
- Magdalena Fręchová → nahradila ji  Paj Čuo-süan
- Anna Kalinská → nahradila ji  Jaqueline Cristianová
- Anastasija Pavljučenkovová → nahradila ji  Laura Siegemundová
- Martina Trevisanová → nahradila ji  Clara Tausonová

## Ženská čtyřhra

### Nasazení
| Stát                                                                      | Hráčka              | Stát     | Hráčka                  | WTA  | Nasazení |
| ------------------------------------------------------------------------- | ------------------- | -------- | ----------------------- | ---- | -------- |
| Japonsko                                                                  | Eri Hozumiová       | Japonsko | Makoto Ninomijová       | 90.  | 1.       |
| Slovensko                                                                 | Viktória Hrunčáková |          | Alexandra Panovová      | 112. | 2.       |
| Brazílie                                                                  | Ingrid Martinsová   |          | Jana Sizikovová         | 113. | 3.       |
| Maďarsko                                                                  | Anna Bondárová      | Belgie   | Kimberley Zimmermannová | 123. | 4.       |
| Žebříček WTA k 29. lednu 2024; číslo je součtem umístění obou členek páru |                     |          |                         |      |          |

### Jiné formy účasti
Následující páry obdržely divokou kartu do hlavní soutěže:
- Jaqueline Cristianová /  Andreea Mituová
- Mara Gaeová /  Anca Todoniová

## Přehled finále

### Ženská dvouhra
- Karolína Plíšková vs.  Ana Bogdanová, 6–4, 6–3

### Ženská čtyřhra
- Caty McNallyová /  Asia Muhammadová vs.  Harriet Dartová /  Tereza Mihalíková, 6–3, 6–4

## Galerie

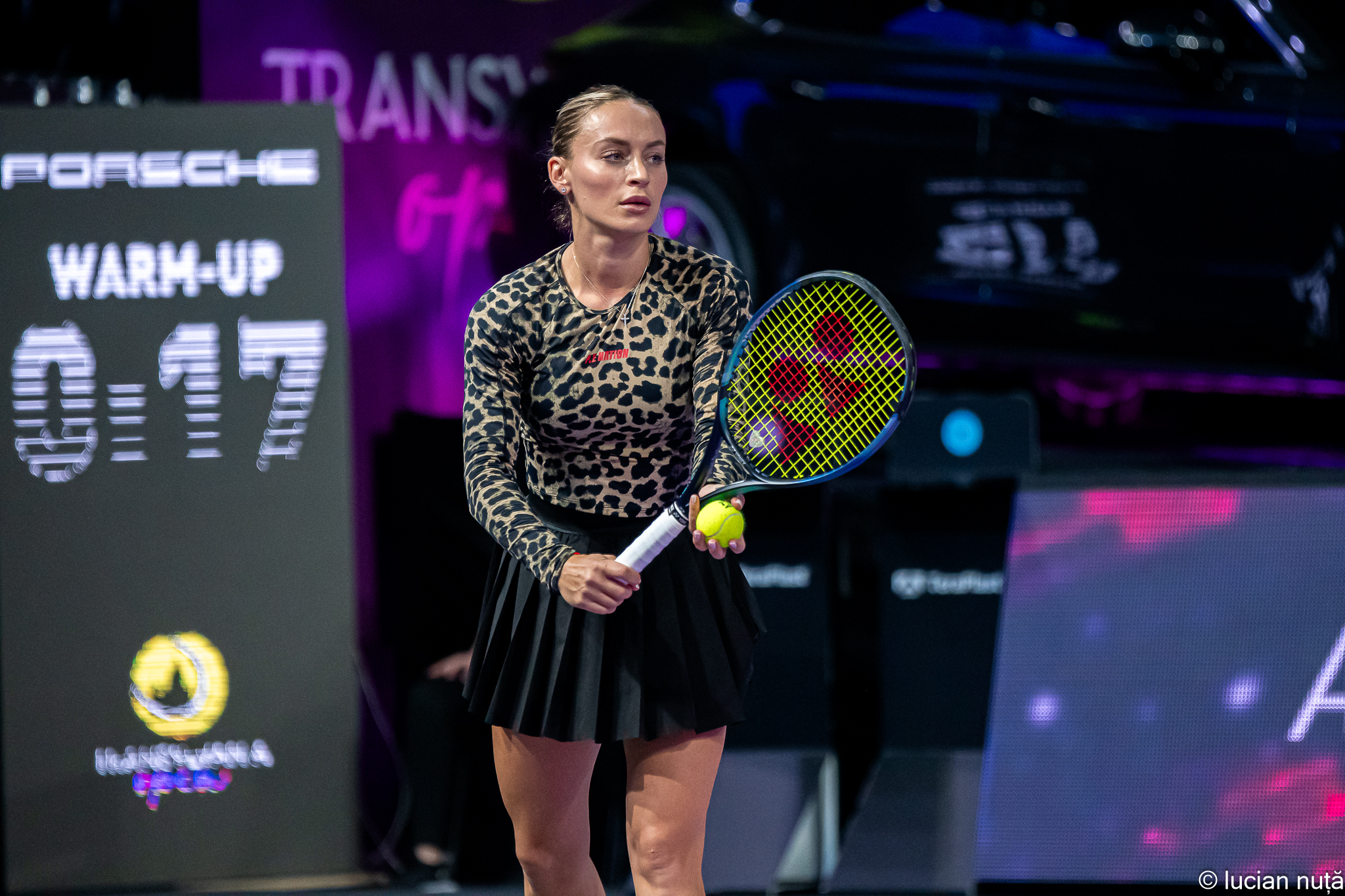
Ana Bogdanová
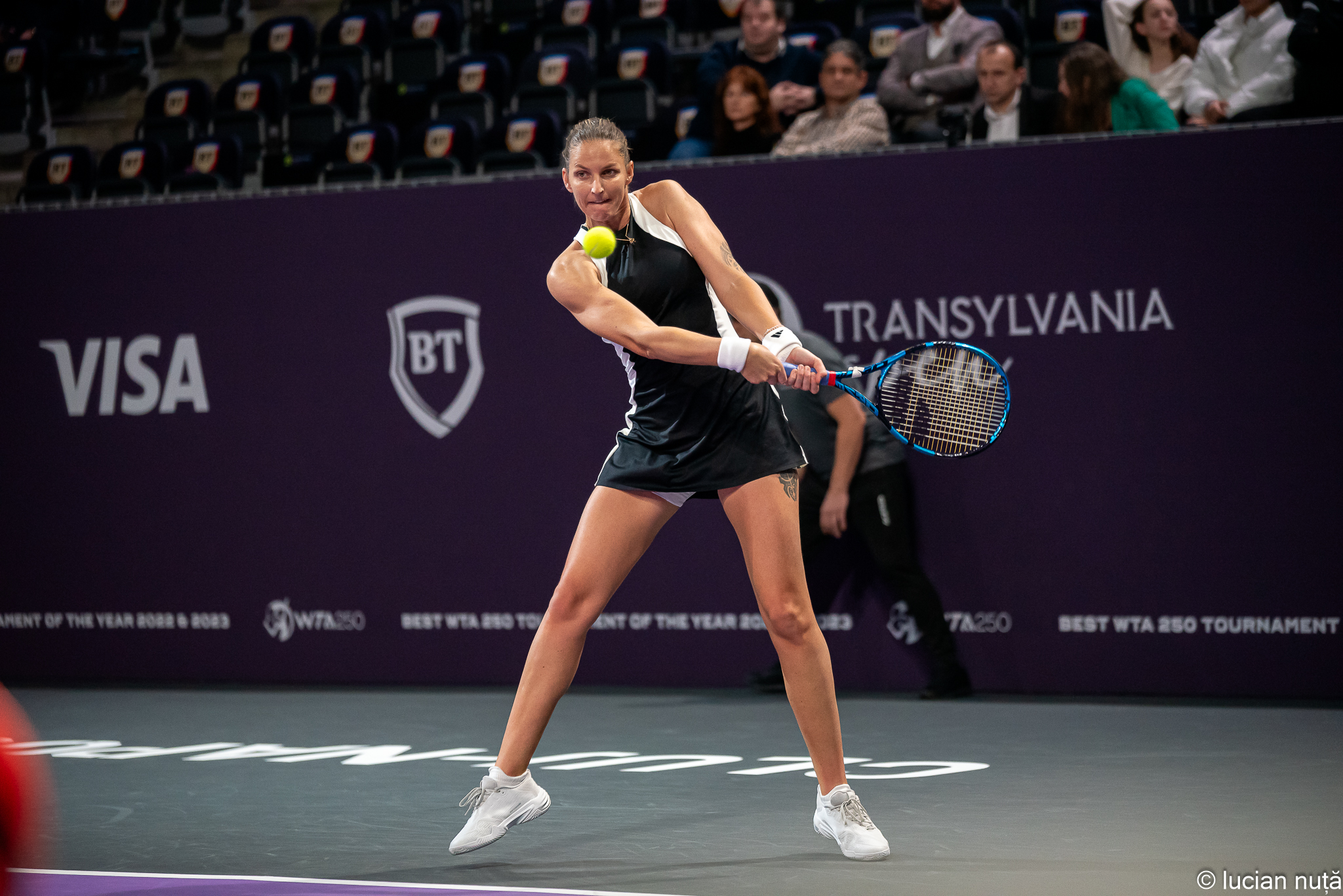
Karolína Plíšková
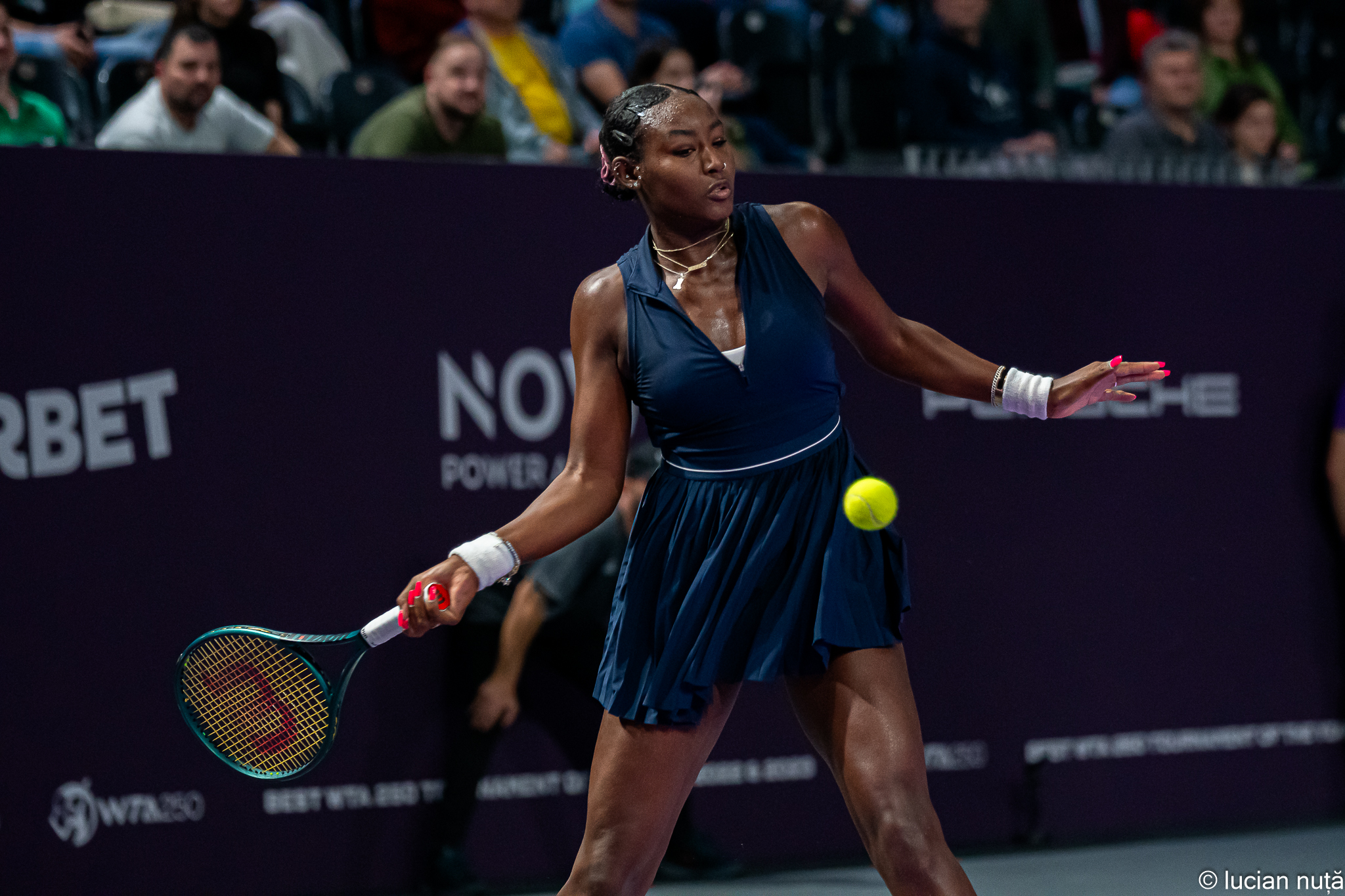
Alycia Parksová
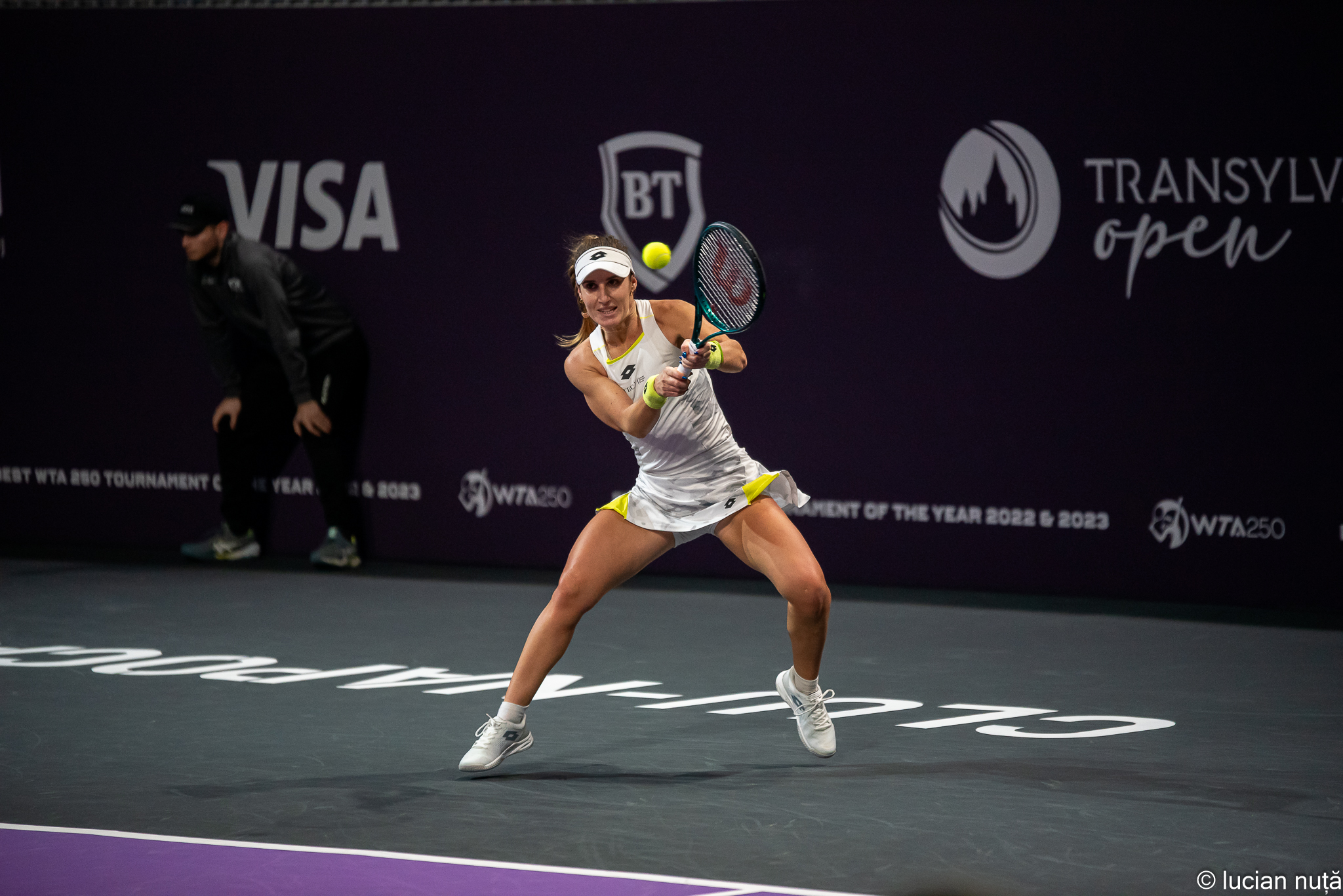
Marina Bassolsová Riberová
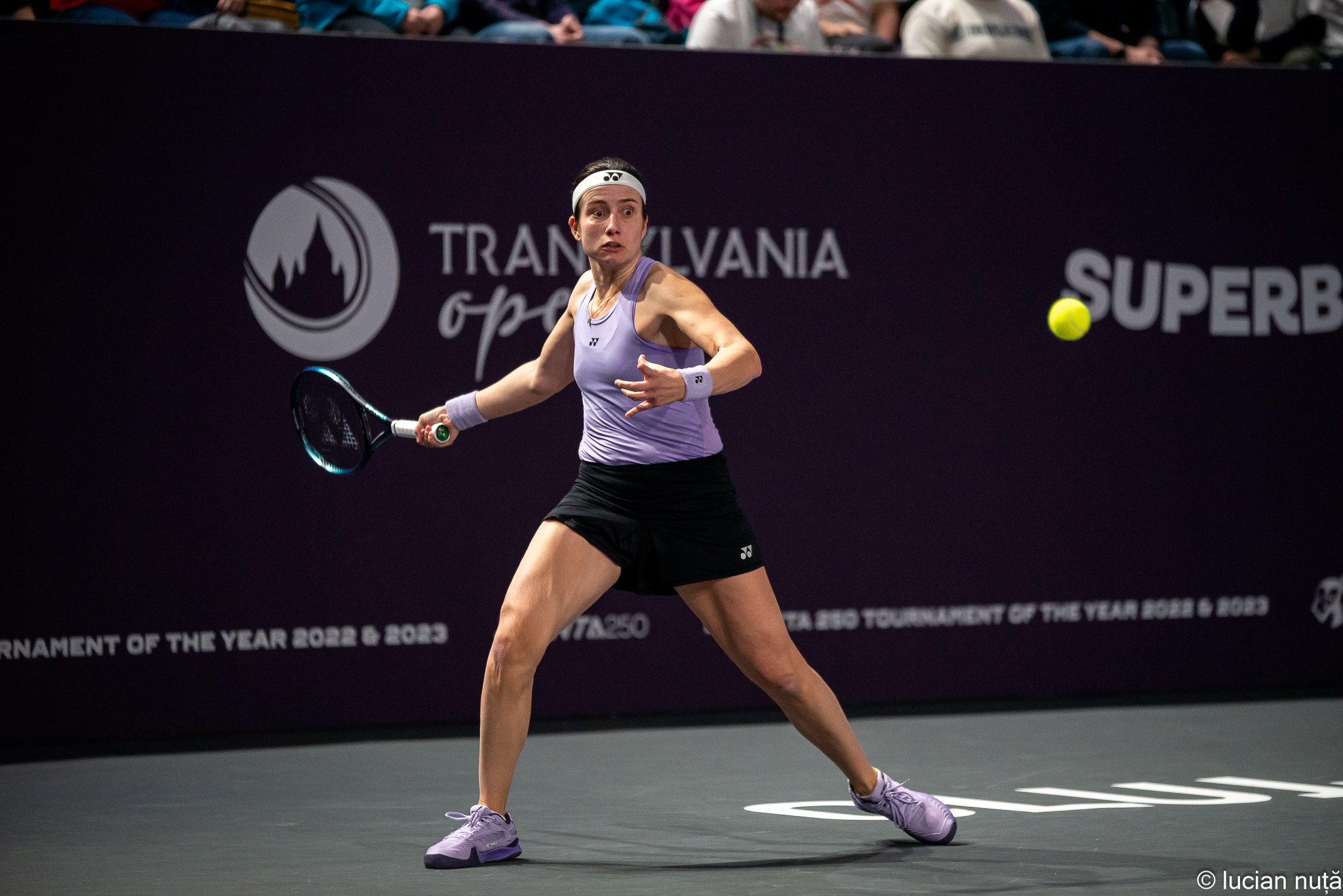
Anastasija Sevastovová
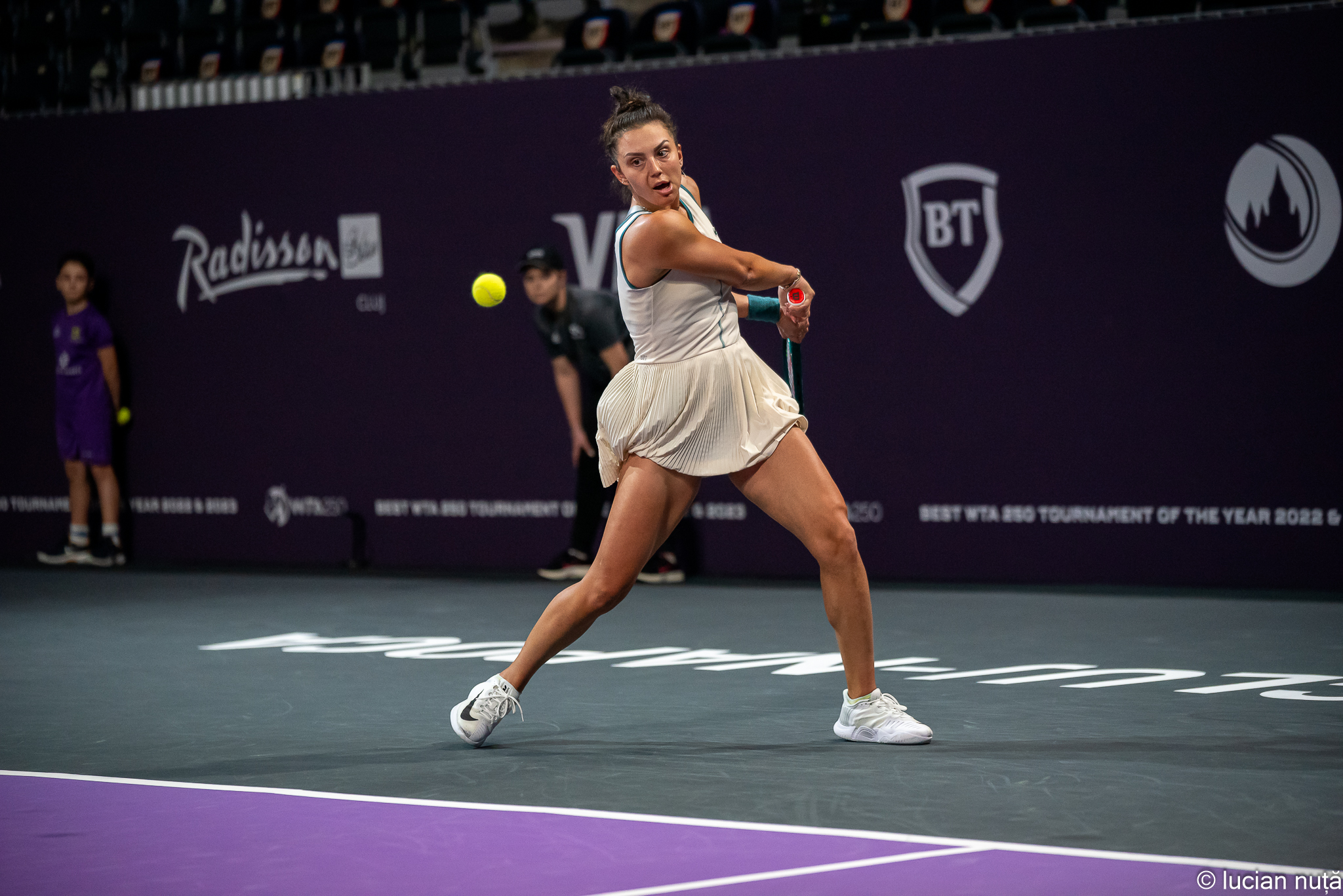
Jaqueline Cristianová
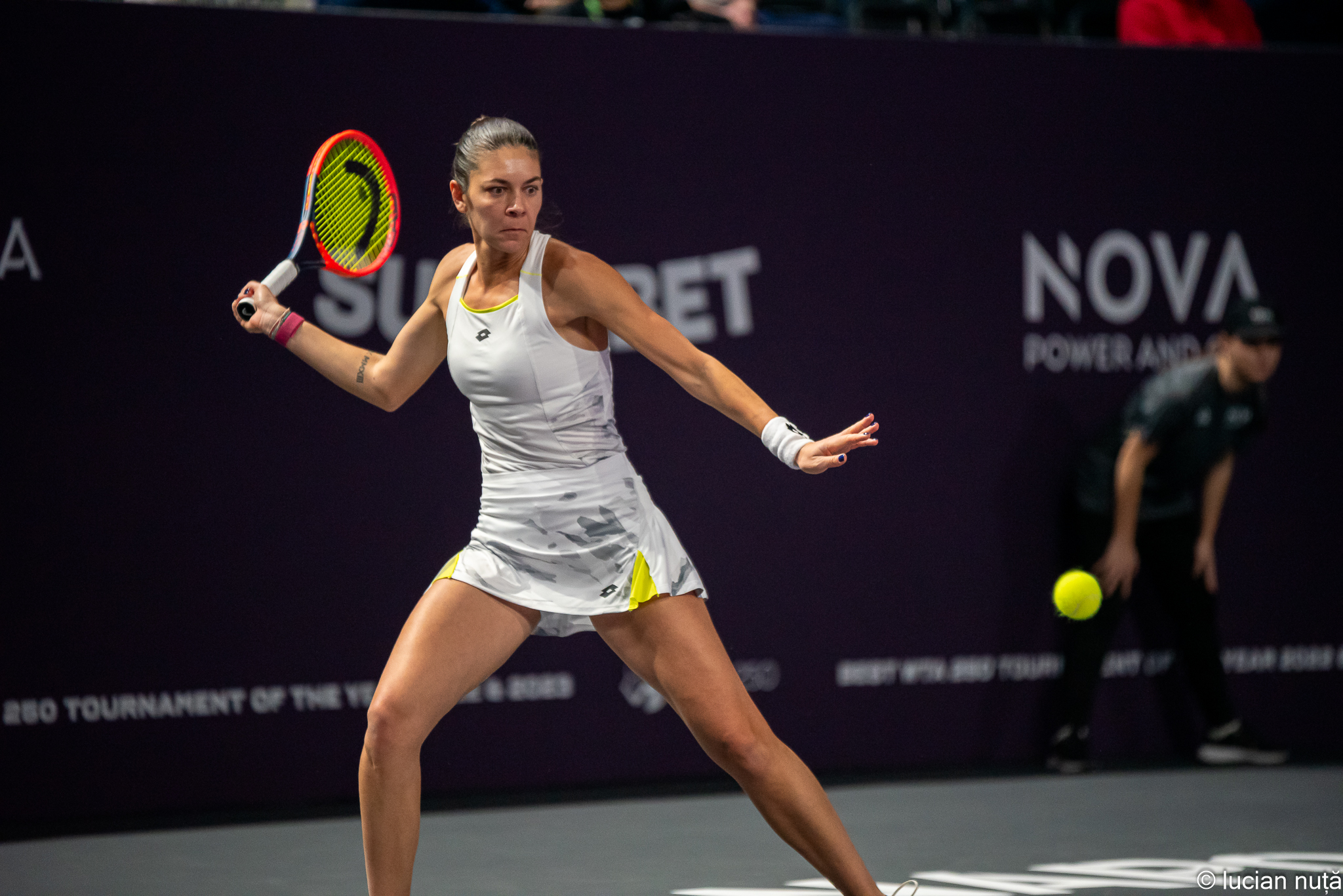
Andreea Mituová